# The Sandmen
The Sandmen er et dansk rockband, der blev dannet i København i 1985. 
Orkestret blev grundlagt af Stefan Jensen (f. 1962, guitar), Ole Wennike (f. 1958, bas/mundharmonika), Michael Illo Rasmussen (f. 1959, trommer) og Allan Vegenfeldt (f. 1964, sang). Sam Mitchell (f. 1950, guitar) blev fuldbyrdet medlem af The Sandmen i 1988 og spillede i bandet frem til den midlertidige opløsning i 1995. Mitchell døde i 2006. Stefan Jensen forlod The Sandmen i 1992 umiddelbart før indspilningen af Sleepyhead. The Sandmen hyrede derefter for en tid rytmeguitarister til koncerter i skikkelse af henholdsvis Anders Poulsen (f. 1956) (1992-1993) og/eller Stefan Moulvad (f.1968) (1994). Sidstnævnte blev fast medlem af The Sandmen i 2003. The Sandmen består i dag (2023) af Allan Vegenfeldt, Michael Illo Rasmussen og Stefan Moulvad. Jens Hein, bas, keyboards, har siden 2011 været fast samarbejdspartner, medvirker, og har medvirket på alle indspilninger og koncerter siden 2011. Jarno Varsted, guitar, mundharpe, på samme vis siden 2017. The Sandmens seneste udgivelser er albummet “Hvis Jeg Nogensinde Dør” fra 2025, albummet "Himmelstormer" og singlerne "På Gaden", "Fuldmåne" og "Fra Over Skyerne", alle fra 2019 og singlen "Kærligheden Flyder" udgivet i 2020. 
"Den Bedste Dag" fra 2014 - er bandets første udgivelse på dansk.
I 1989 havde gruppen et hit med sangen "House in the Country" fra US-versionen af albummet "Western Blood". Albummet sendte The Sandmen på en A&M Records promotiontour i USA og Canada. Her fik The Sandmen mulighed for at spille på legendariske klubber som CBGB (New York) og The Whisky a Go Go (Los Angeles). The Sandmen besøgte USA igen i 1993 med bl.a. endnu en optræden på CBGB's.
Under indspilningen af bandets tredje album "Gimme Gimme" i London 1990, stod det klart at valget af producer Steve Brown (The Cult, Wham!) var uhensigtsmæssigt. Bandet skrottede alle optagelserne fra London og indspillede i stedet albummet i Malmö. The Sandmen var nu, rytmisk set, stærkt påvirket af Manchester-bandet Happy Mondays, som bandet havde mødt i Eden Studios under deres ophold i London. Det færdige "Gimme Gimme" -album blev således et af de første eksempler på klassisk rock fusioneret med den udsyrede sen-80'er Manchester-bølge. Men det var albummet "Sleepyhead" fra 1992, der virkelig hjalp bandet til store salgstal i Danmark. Albummet indeholdt bl.a. radiohittet "5 Minutes Past Loneliness".
1994-albummet "In The House Of Secrets" viser bandet fra en mere eksperimenterende side med flere længere improviserede forløb.
Fra 2006-albummet "White Trash Red Front" er balladen "Wouldn't Mind At All" blevet et stort radiohit. The Sandmens radiohits viser som regel den mere poppede del af et band, som i live-øjemed må siges at have mange flere facetter at spille på.
The Sandmens andre studieindspilninger og livekoncerter er derfor også præget af bandets kærlighed til Garage-rock, Manchester groove og psykedelisk musik.
I maj 2008 indspillede bandet i Göteborg det anmelderroste album "Shine" . Bandet turnerede efterfølgende med pladen indtil midten af 2009. I forbindelse med en tilbagevenden til arbejdet i 2011, meddelte bassist Ole Wennike, at han ikke ønskede at fortsætte i orkestret. Allan Vegenfeldt, Michael Illo Rasmussen og Stefan Moulvad benyttede efterfølgende tresomheden til en nytænkning af samarbejdet. Jens Hein - bas og Palle Hjorth - keyboards blev efterfølgende hyret til koncerter, og samarbejdet medførte, at begge også er medkomponister på de numre som udgør "Den Bedste Dag" - The Sandmens første dansksprogede album, udgivet i efteråret 2014, og som bl.a. fik følgende kommentar med på vejen i den fem-stjernede anmeldelse i Berlingske: "The Sandmen har gennemgået et både lyrisk og musikalsk hamskifte med deres første dansksprogede udgivelse," Den Bedste Dag", der bejler til titlen som årets bedste danske rockalbum."
I 2019 udgav bandet albummet "Himmelstormer" som i musikmagasinet Gaffa blev anmeldt til 5 stjerner. På pladen medvirker bandets 2 faste samarbejdspartnere, Jens Hein - bas og keyboards - og medkomponist på en række af sangene, og Jarno Varsted - guitar og mundharpe - også medkomponist på en håndfuld sange og desuden fast guitarist i alle live sammenhænge siden 2017. Himmelstormer er bandets første udgivelse på eget label: 500%Records. Hvis Jeg Nogensinde Dør fra 2025, udgivet på samme label.

## Diskografi
- The Sandmen (Garden Records, 1987)
- Western Blood (Garden Records, 1988)
- Western Blood (US version) (A&M, 1989)
- Gimme Gimme (Garden Records, 1990)
- Sleepyhead (EMI, 1992)
- Live (EMI, 1993)
- In The House Of Secrets (EMI, 1994)
- Beauties and Beasts (Best of + rarities) (EMI, 2003)
- White Trash Red Front (EMI, 2006)
- Shine (EMI, 2008)
- Den Bedste Dag (Universal, 2014)
- Bevæbn Dig Med Vinger/Alle Fangerne 7" (Playground Music Scandinavia 2017)
- Himmelstormer (500% 2019)